# Zum Wassergott

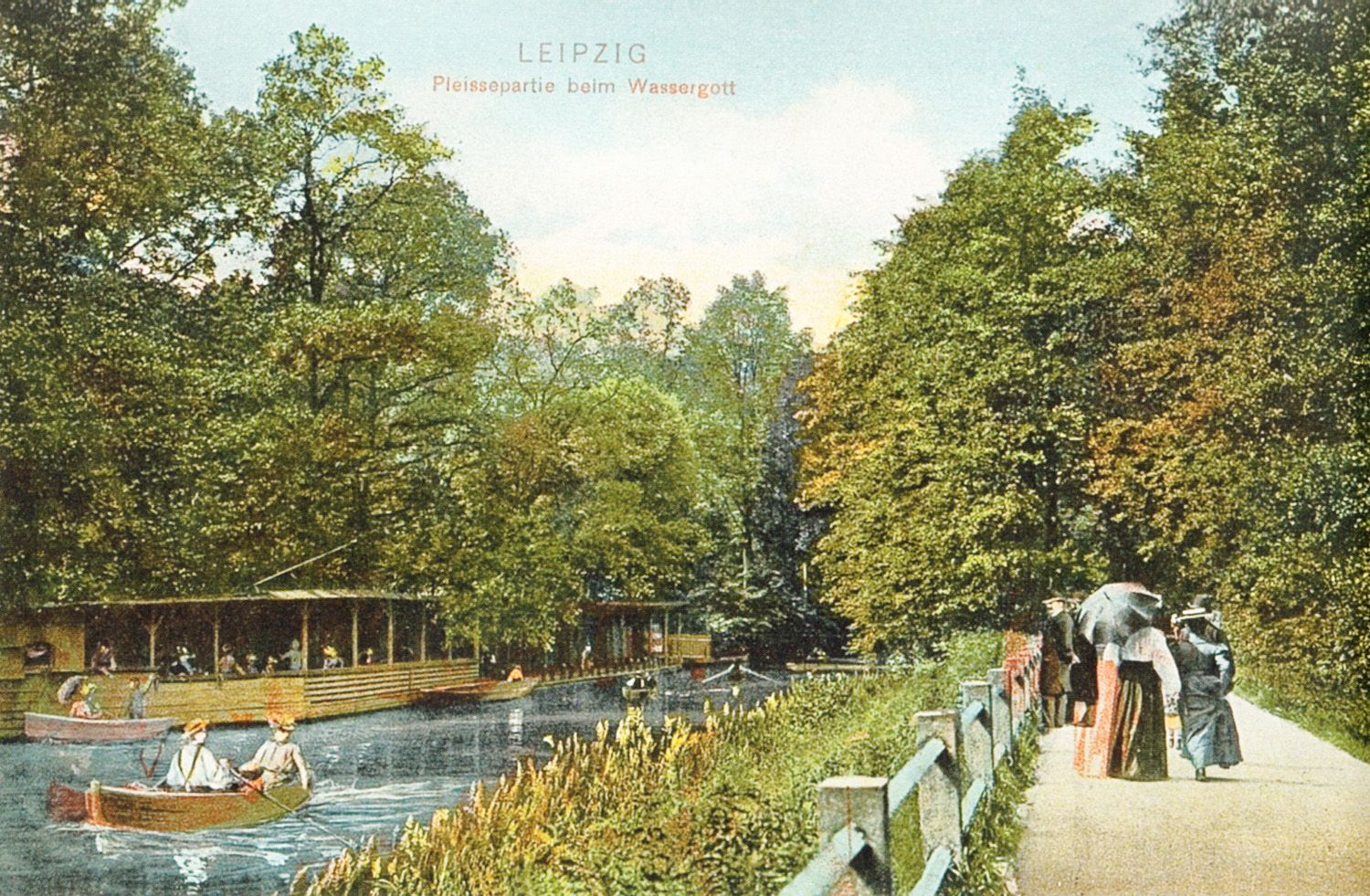
Die ehemalige Leipziger Ausflugsgaststätte bei Tage …

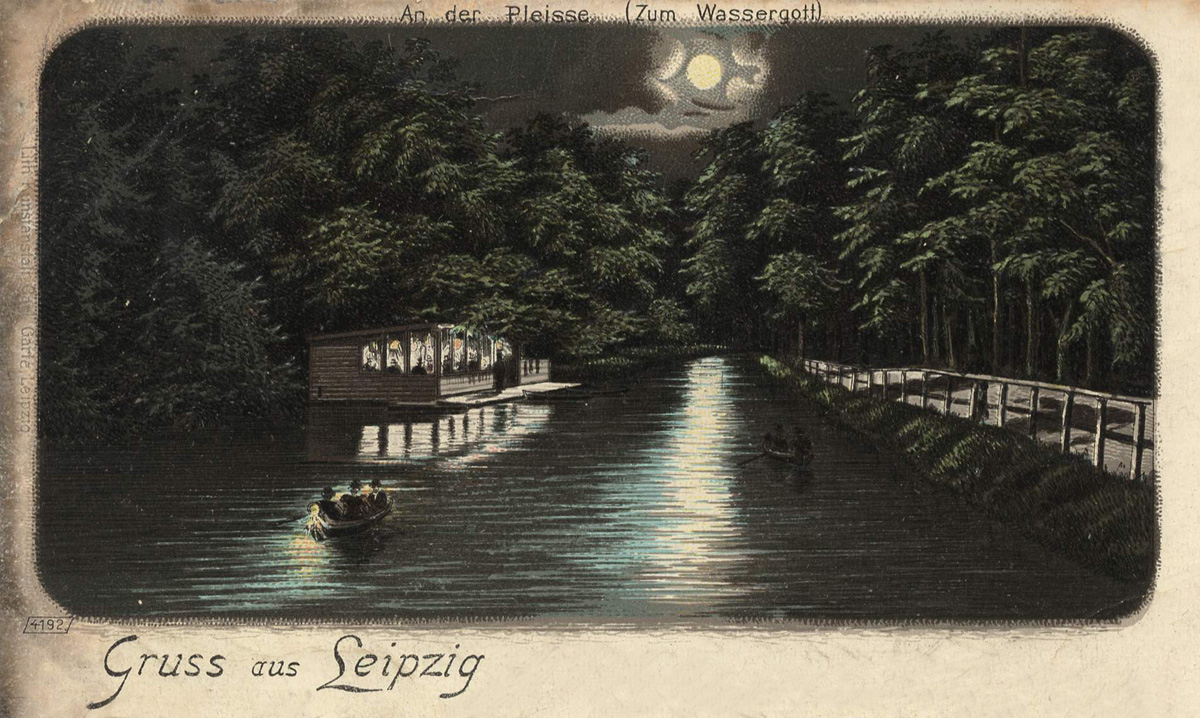
… und bei Nacht

Zum Wassergott war der Name einer beliebten Leipziger Ausflugsgaststätte. Sie befand sich etwa 300 Meter südlich der Probsteisteg genannten Brücke im Connewitzer Auenwald.
Sie war ein von der Leipziger Fischerinnung im Jahre 1860 auf der westlichen Seite in der Pleiße errichteter kolonnadenartiger Pfahlbau und hieß zunächst „Neu-Helgoland“. Hans Reimann schreibt in  einer Fußnote zu seinem Gedicht „Die sächsische Lorelei“: „Der Wassergott ist eine dem Muster unserer wendischen Vorfahren getreulich nachgebildete Pfahlbau-Restauration im reißenden Geström der Connewitzer Pleiße“. Bis zum Bau des westlichen Uferwegs um die Zeit des Ersten Weltkriegs war die Gaststätte nur mit Booten oder einer Fähre vom gegenüberliegenden Ufer aus zu erreichen. Die Bootstouren starteten sowohl in der Stadt Leipzig (über den Pleißemühlgraben) als auch in Connewitz.
Die Gaststätte fiel am 20. Februar 1944 bei einem Luftangriff auf Leipzig der Druckwelle einer Sprengbombe zum Opfer und endete als Feuerholz.